# 猪飼野新橋

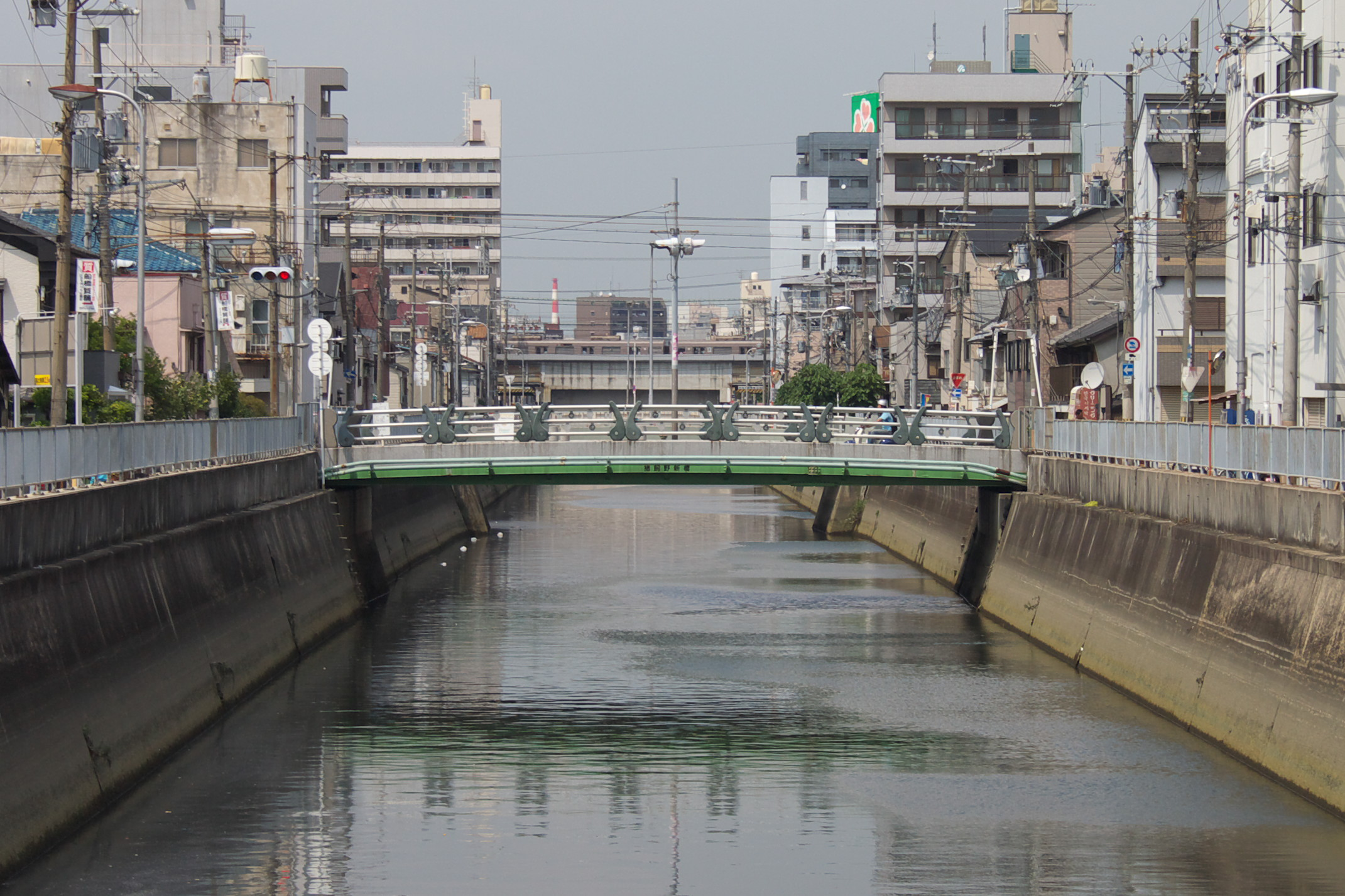
猪飼野新橋

猪飼野新橋（いかいのしんばし）は、大阪府大阪市生野区にある平野川に架かっている橋。
ここでは現存しない猪飼野橋（いかいのばし）についても述べる。

## 概要
鶴橋5丁目と中川西1丁目を結んでいる。幹線道路ではないため、あまり通行量は多くない。大阪シティバスが運行している。

## 周辺施設
- 生野コリアタウン

## アクセス
- 大阪シティバス「中川西公園前」停留所

## 猪飼野橋
猪飼野新橋の北東にあった橋である。
現在でも、大阪シティバスの停留所名および今里筋の交差点名として残っている。